# Cormeilles-en-Parisis
Cormeilles-en-Parisis je francouzská obec v departementu Val-d'Oise, v regionu Île-de-France v severovýchodní Francii.

## Geografie
Sousední obce: Argenteuil, La Frette-sur-Seine, Franconville, Herblay, Montigny-lès-Cormeilles, Sannois a Sartrouville.

## Vývoj počtu obyvatel
Až do počátku 20. století bylo Cormeilles-en-Parisis maloměsto kde počet obyvatelstva kolísal mezi 1.550 (v roce 1793) a 2.654 (v roce 1901).
Počet obyvatel

## Osobnosti

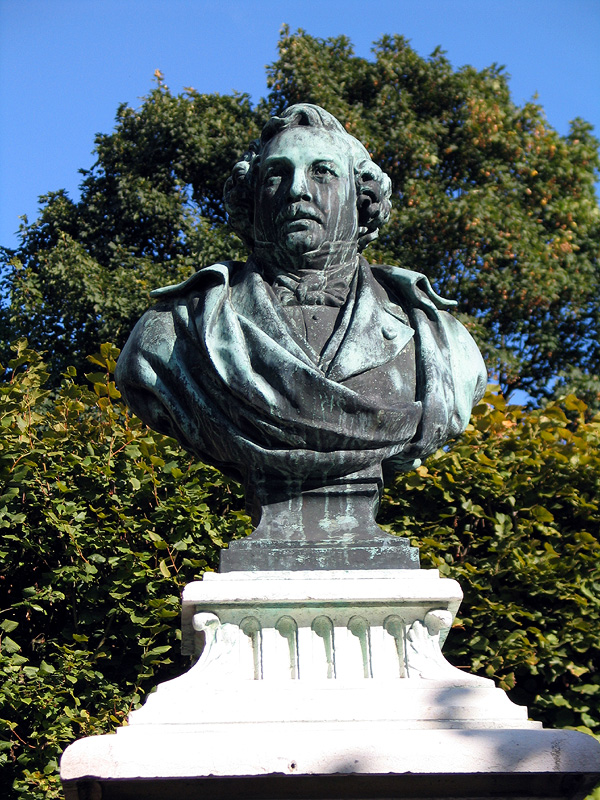
Socha fotografa Daguerra v Cormeilles-en-Parisi

Dne 18. listopadu 1787 se tu narodil fotograf, malíř a vědec Louis Daguerre, který ve třicátých letech 19. století vyvinul první praktickou metodu fotografování — daguerrotypii. Vynalezl také jako první diorama a polyorama.
- Henri Cazalis (1840–1909), básník
- Robert Hue (nar. 1946), politik
- Boris Diaw (nar. 1982), hráč NBA za tým Charlotte Bobcats